# Бонке, Роберт Александр
Роберт Александр Бонке (нем. Robert-Alexander Bohnke; 21 марта 1927 года, Берлин — 17 октября 2004 года, Тюбинген) — немецкий пианист и музыкальный педагог.

## Биография
Сын альтиста Эмиля Бонке и скрипачки Лили Мендельсон, Бонке-младший по материнской линии происходил из старинного еврейского рода. Его дед, банкир Франц Мендельсон (1865—1935), президент Берлинской Торговой палаты, был праправнуком выдающегося еврейского мыслителя Мозеса Мендельсона и, следовательно, родственником композитора Феликса Мендельсона. В семье деда Бонке и воспитывался после того, как 11 мая 1928 г. его родители погибли в автокатастрофе. В воспоминаниях Бонке (Piano-Jahrbuch, вып. 3, 1983) говорится:

Мой дед играл на скрипке едва ли не каждый вечер. В ранние годы в его домашнем квартете участвовал Йозеф Иоахим, позднее в дуэтах, трио, квартетах играли Артур Шнабель (его жена, певица Тереза Бер, была моей крёстной матерью), мой крёстный отец Карл Флеш, Эдвин Фишер (женатый на моей тётке Элеоноре) и многие музыканты-любители, среди которых был, в частности, Альберт Эйнштейн. Эйнштейн обожал играть Моцарта, но был не в ладах с интонированием и ритмом. Однажды, музицируя в нашем доме вместе со Шнабелем перед добрыми двумя сотнями гостей, Эйнштейн совершенно сбился с темпа, так что Шнабель остановился и громко спросил: «Эйнштейн, неужели вы никогда не научитесь считать до трёх?»

Начал играть на фортепиано в 5 лет и первоначально учился у учеников Шнабеля Ханзи Граудан (нем. Hansi Graudan) и Ганса Рибензама (нем. Hans Erich Riebensahm), с 12 лет — у Владимира Горбовского. С 1941 г. занятия были прерваны в связи с переездом семьи в Австрию.
В 1946 г. сдал гимназические экзамены в Тюбингене и поступил в Штутгартскую консерваторию, где занимался у Горбовского (фортепиано) и Георга фон Альбрехта (композиция). В середине 1950-х гг. он активно участвовал в фортепианных конкурсах, выиграв в 1956 г. международные конкурсы в Мюнхене и Женеве. В дальнейшем отдавал предпочтение педагогической карьере, с 1956 г. (до 1990-х) занимая должность профессора во Фрайбургской Высшей школе музыки. С учениками своего класса посещал Кайзерсберг (родину Альберта Швейцера), места в Швейцарии, связанные с Сергеем Рахманиновым и Эдвином Фишером. В числе его учеников — Михаэль фон Трошке (нем. Michael von Troschke).
Тем не менее Бонке предпринимал концертные турне (в том числе в Советский Союз в 1966), исполнял с Карлом Зееманом, директором Фрайбургской консерватории, концерты Баха и Моцарта для двух фортепиано. В 2002 г. дал концерт в зале Тюбингенского университета; в 2004 г. гастролировал в Японии.
Среди немногочисленных записей Бонке — первый том Хорошо темперированного клавира И. С. Баха. Он также записал фортепианный концерт своего отца.
Похоронен на городском кладбище Тюбингена.

## Награды и признание
- 2-я премия на конкурсе Гессенского радио (1949)
- Кранихштайнская музыкальная премия (Дармштадт, 1953)
- 1-я премия международного фортепианного конкурса (Мюнхен, 1956)
- 1-я премия Международного конкурса исполнителей в Женеве (1956)
- 1-я премия международного фортепианного конкурса Veralli (1956).